# History (singel Blue System)
History – singel zapowiadający album Backstreet Dreams niemieckiego zespołu Blue System. Został wydany w 1993 roku przez wytwórnię Hansa International.

## Lista utworów
7" (Hansa 74321-13474-7) (BMG) rok 1993
| Nr | Tytuł                   | Długość |
| -- | ----------------------- | ------- |
| 1. | History (Radio Version) | 3:39    |
| 2. | History (Instrumental)  | 3:35    |

12" (Hansa 74321-13474-1) (BMG) rok 1993
| Nr | Tytuł                          | Długość |
| -- | ------------------------------ | ------- |
| 1. | History (Long Version)         | 4:38    |
| 2. | History (Radio Version)        | 3:39    |
| 3. | History (Historical Dance Mix) | 4:13    |
| 4. | History (Instrumental)         | 3:35    |

CD (Hansa 74321-13474-2) (BMG) rok 1993
| Nr | Tytuł                          | Długość |
| -- | ------------------------------ | ------- |
| 1. | History (Radio Version)        | 3:39    |
| 2. | History (Long Version)         | 4:38    |
| 3. | History (Historical Dance Mix) | 4:13    |
| 4. | History (Instrumental)         | 3:35    |

## Lista przebojów (1993)
| Państwo | Najwyższe miejsce |
| ------- | ----------------- |
| Niemcy  | 26                |

## Autorzy
- Muzyka: Dieter Bohlen
- Autor Tekstów: Dieter Bohlen
- Wokalista: Dieter Bohlen
- Producent: Dieter Bohlen
- Aranżacja: Dieter Bohlen
- Współproducent: Luis Rodriguez